# ظل الجريمة
ظل الجريمة هو فيلم مغربي من إخراج علي الطاهري سنة 2005، و بطولة كل من محمد خيي، إدريس الروخ، محمد الشوبي، وآخرين.

## القصة
يحكي الفيلم عن المفتش (يوسف) وزميله (مراد) اللذان يحاولان فك لغز خمس جرائم، ومع تقدم التحقيق تبدأ الشكوك تراود المفتش (يوسف) حول احتمال تورط زميله (مراد) في هذه السلسلة من الجرائم.

## روابط خارجية
- ظل الجريمة على موقع قاعدة بيانات الأفلام العربية